# Schmirn
Schmirn  je obec v Rakousku ve spolkové zemi Tyrolsko v okrese Innsbruck-venkov. Žije zde 875 obyvatel.

## Poloha
Schmirn se nachází v údolí Schmirn (Schmirntal), východním úbočí údolí Wipptalu. Obec sahá od Sankt Jodok k hřebenu Tuxských Alp na severu, na jihovýchodě se táhne k Tuxskému hřbetu Zillertalských Alp s Olpererem (3476 m n. m.) a na jihu k hřebeni Vals.
Obec má rozlohu 62,7 km². Z toho 8,2 % tvoří zemědělská půda, 0,2 % zahrady, 42 % vysokohorské pastviny a 29 % lesy.
Údolím protéká potok Schmirnbach, který se vlévá do potoka Valser Bach v obci Sankt Jodok.

### Části obce
Kasern, Obern, Madern, Glinzen, Hochmark, Wildlahner, Toldern, Siedlung, Schmirn, Egg, Antritt, Aue, Entwasser, Neder, Rohrach, Brandach, Unterwiel, Schmirn, Sankt Jodok, Lorleswald, Muchnersiedlung.
Sídelní oblast je charakterizována rozptýlenými domy (rotte), osadami a samotami, přičemž centrum obce představuje čtvrť Schmirn. Jižní část Sankt Jodoku patří k obci Vals.

### Sousední obce
Obec sousedí s obcemi Navis na severu, Wattenberg na severovýchodu, Tux na východu, Finkenberg na jihovýchodu, Vals na jihu a Steinach am Brenner na západě.

## Historie
Území obce bylo využíváno již v době před římskou okupací jako pastvina od Tuxu přes Tuxer Joch. Svědčí o tom bronzová tabulka nalezená v roce 1890.
První písemná zmínka o Schmirnu pochází z roku 1249, kdy je uváděna jako Vallis Smurne. Premonstrátský klášter Wilten, založený ve 12. století, zde měl od středověku majetek a vlastní listinu Güter zu Schmirn und Vals (zboží ve Schmirnu a Valsu). To pravděpodobně vychází z vulgárního latinského názvu pole Smurna ('bažinatá, bahnitá oblast'). Poté, co bylo využíváno jako pastvina, byly ve středověku vybudovány Schwaighof. Spojení s okolním světem bylo možné pouze cestou přes Tuxer Joch nebo strmou horskou stezkou přes Sankt Jodok. .
Schmirn je od roku 1811 samostatnou obcí. Protože cesta přes Tuxer Joch byla hojně navštěvovaná, patřil Hintertux až do roku 1926 k obci Schmirn. V roce 1955 bylo údolí elektrifikováno a v roce 1972 byla vybudována přístupová cesta.
V roce 2012 byl Schmirn zařazen na seznam horolezeckých obcí Rakouského alpského svazu.

## Znak
Blason: v zeleném poli bílý kostel na černém kopci.
Znak byl obci udělen v roce 1980 a zobrazuje poutní kostel Panny Marie Pomocné v Kalten Herberge.